# Альтаре
Альта́ре (итал. Altare, лиг. Artâ) — город в Италии, расположен в регионе Лигурия, подчинён административному центру Савона (провинция).
Население составляет 2188 человек (на 2005 г.), плотность населения составляет 199 чел./км². Занимает площадь 11 км². Почтовый индекс — 17041. Телефонный код — 00019.
Покровителем города считается Святой Рох (итал. San Rocco). Праздник города ежегодно празднуется 16 августа.